# Médersa Mohammed Amin Khan
La médersa Mohammed Amin Khan est une ancienne médersa (ou madrassa) située à Khiva en Ouzbékistan. Comme le quartier fortifié d'Itchan Kala où elle se situe à l'ouest, elle appartient au patrimoine mondial de l'Unesco. Elle se trouve à l'est de la médersa Arab Mohammed Khan.
Elle a été construite de 1851 à 1854, sous le règne de Mohammed Amin Khan. C'est alors la médersa la plus grande d'Asie centrale, car elle pouvait accueillir deux cent-soixante étudiants dans un bâtiment de 72 mètres sur 60 mètres et une cour carrée de 38 mètres de côté. Les anciennes cellules d'étudiants sont pour la plupart conçues avec deux chambres. Celles en façade donnent chacune sur un balcon en loggia. La médersa abritait également la haute cour de justice du khanat de Khiva.
La médersa a été déconfessionalisée en 1924; elle a abrité une prison dans les années 1930. Depuis une quinzaine d'années, elle est devenue un hôtel de luxe (Hôtel Khiva), pouvant recevoir une centaine de touristes, et accueille aussi une agence de tourisme. 

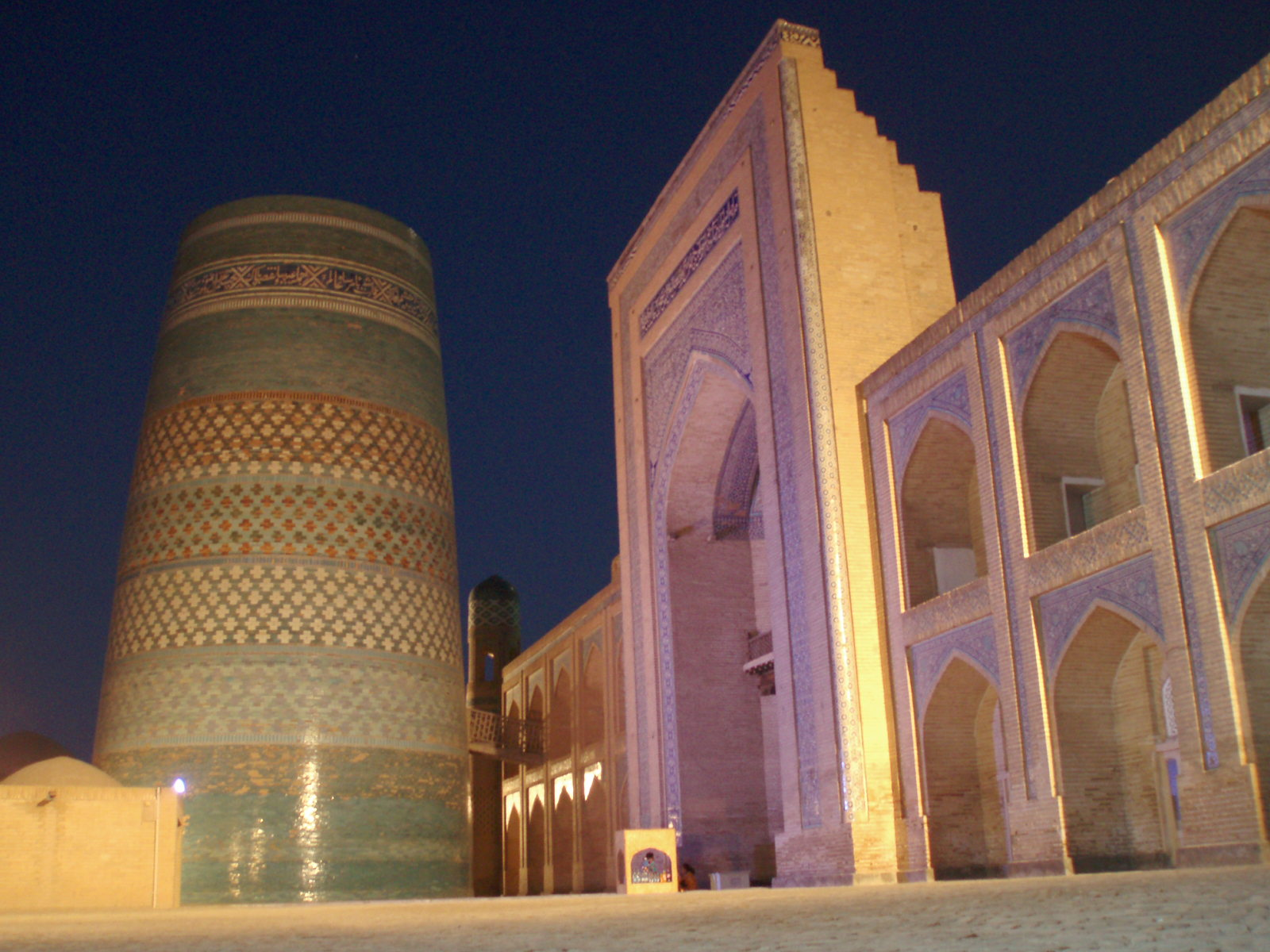
Entrée en iwan de la médersa, avec à gauche le minaret Kalta Minor (minaret court).
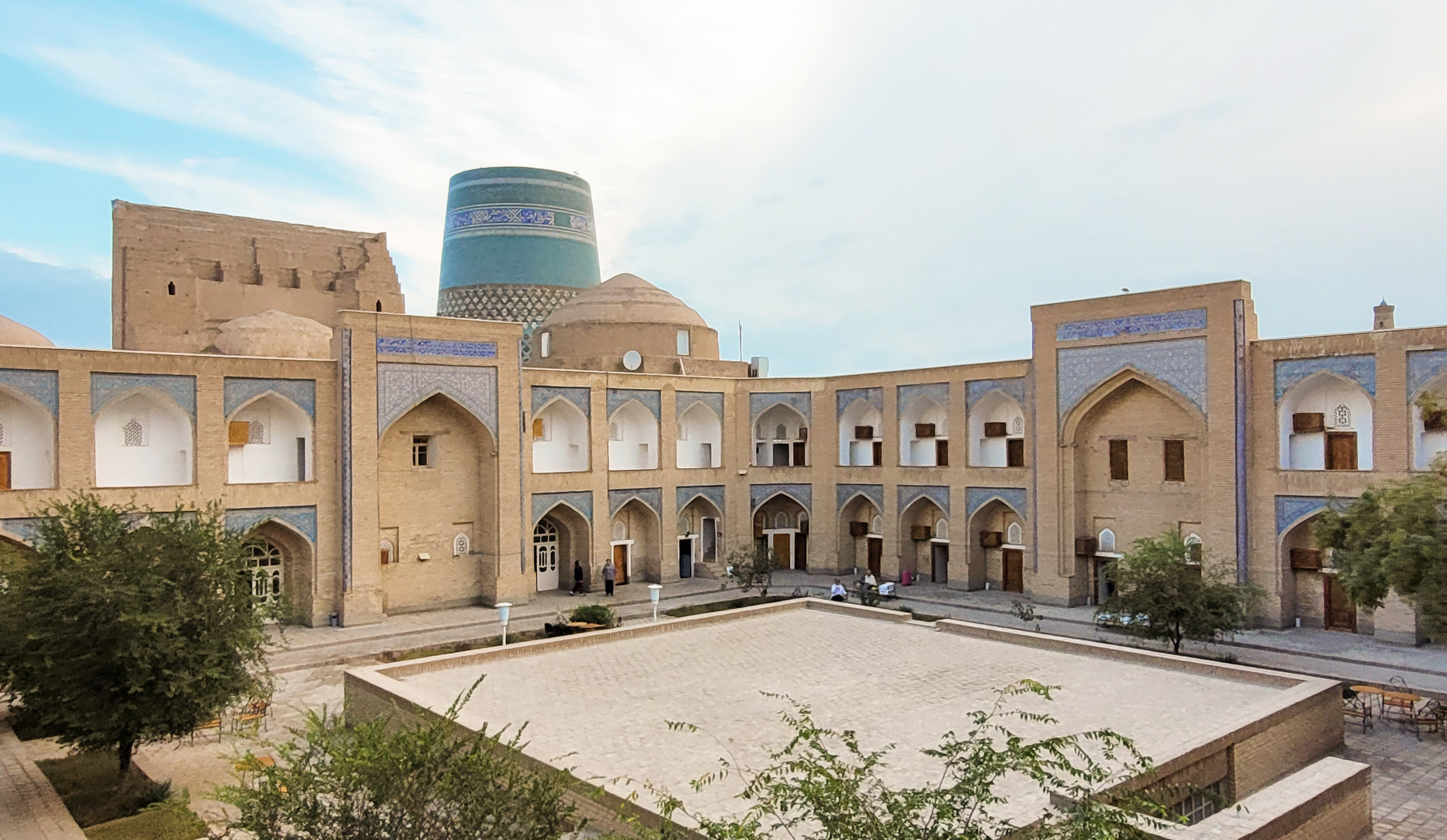
Vue intérieure de l'hôtel (ancienne médersa Mohammed Amin Khan).